# Calceolaria ruiz-lealii
Calceolaria ruiz-lealii là một loài thực vật có hoa trong họ Calceolariaceae. Loài này được Descole & Borsini mô tả khoa học đầu tiên năm 1954.